# Grimoald I
|  | Per a altres significats, vegeu «Grimoald I de Benevent». |

Grimoald I (~615 - 657) fou un noble franc de la família dels Pipínides que fou majordom de palau d'Austràsia del 640 al 657.

## Família
Fill de Pipí de Landen i d'Ita Idoberga. El nom de l'esposa de Grimoald és desconegut. Grimoald va tenir com a fills:
- Khildebert l'Adoptat (mort el 662) rei d'Austràsia, del qual no es pot afirmar amb seguretat si era un fill legítim o adoptiu de Grimoald.

- Vulfetruda (morta el 669) abadessa de Nivelles a la mort de la seva tia Gertruda.

|                                              |                                              |                                              |                                              |                                              |                                              |                                          |                                          |                                          |                                          |                                          |                                          |                                                            |                                                            |                                                            |                                                            |                                                            |                                                            |                                           |                                           |                                           |                                           |                                           |                                           |                                    |                                    |  |  |  |  |  |  |  |  |  |  |  |  |  |  |  |  |  |  |  |  |
|                                              |                                              |                                              |                                              |                                              |                                              | Pipí de Landen († 640) majordom de palau | Pipí de Landen († 640) majordom de palau | Pipí de Landen († 640) majordom de palau | Pipí de Landen († 640) majordom de palau | Pipí de Landen († 640) majordom de palau | Pipí de Landen († 640) majordom de palau |                                                            |                                                            |                                                            |                                                            |                                                            |                                                            | Ita Idoberga († 652) abadessa de Nivelles | Ita Idoberga († 652) abadessa de Nivelles | Ita Idoberga († 652) abadessa de Nivelles | Ita Idoberga († 652) abadessa de Nivelles | Ita Idoberga († 652) abadessa de Nivelles | Ita Idoberga († 652) abadessa de Nivelles |                                    |                                    |  |  |  |  |  |  |  |  |  |  |  |  |  |  |  |  |  |  |  |  |
|                                              |                                              |                                              |                                              |                                              |                                              | Pipí de Landen († 640) majordom de palau | Pipí de Landen († 640) majordom de palau | Pipí de Landen († 640) majordom de palau | Pipí de Landen († 640) majordom de palau | Pipí de Landen († 640) majordom de palau | Pipí de Landen († 640) majordom de palau |                                                            |                                                            |                                                            |                                                            |                                                            |                                                            | Ita Idoberga († 652) abadessa de Nivelles | Ita Idoberga († 652) abadessa de Nivelles | Ita Idoberga († 652) abadessa de Nivelles | Ita Idoberga († 652) abadessa de Nivelles | Ita Idoberga († 652) abadessa de Nivelles | Ita Idoberga († 652) abadessa de Nivelles |                                    |                                    |  |  |  |  |  |  |  |  |  |  |  |  |  |  |  |  |  |  |  |  |
|                                              |                                              |                                              |                                              |                                              |                                              |                                          |                                          |                                          |                                          |                                          |                                          |                                                            |                                                            |                                                            |                                                            |                                                            |                                                            |                                           |                                           |                                           |                                           |                                           |                                           |                                    |                                    |  |  |  |  |  |  |  |  |  |  |  |  |  |  |  |  |  |  |  |  |
|                                              |                                              |                                              |                                              |                                              |                                              |                                          |                                          |                                          |                                          |                                          |                                          |                                                            |                                                            |                                                            |                                                            |                                                            |                                                            |                                           |                                           |                                           |                                           |                                           |                                           |                                    |                                    |  |  |  |  |  |  |  |  |  |  |  |  |  |  |  |  |  |  |  |  |
|                                              |                                              |                                              |                                              | Grimoald (v.615 † 657) majordom de palau     | Grimoald (v.615 † 657) majordom de palau     | Grimoald (v.615 † 657) majordom de palau | Grimoald (v.615 † 657) majordom de palau | Grimoald (v.615 † 657) majordom de palau | Grimoald (v.615 † 657) majordom de palau |                                          |                                          | Gertruda o Gertrudis (vers 625 † 659) abadessa de Nivelles | Gertruda o Gertrudis (vers 625 † 659) abadessa de Nivelles | Gertruda o Gertrudis (vers 625 † 659) abadessa de Nivelles | Gertruda o Gertrudis (vers 625 † 659) abadessa de Nivelles | Gertruda o Gertrudis (vers 625 † 659) abadessa de Nivelles | Gertruda o Gertrudis (vers 625 † 659) abadessa de Nivelles |                                           |                                           | Begga († 693) x Ansegisel domèstic        | Begga († 693) x Ansegisel domèstic        | Begga († 693) x Ansegisel domèstic        | Begga († 693) x Ansegisel domèstic        | Begga († 693) x Ansegisel domèstic | Begga († 693) x Ansegisel domèstic |  |  |  |  |  |  |  |  |  |  |  |  |  |  |  |  |  |  |  |  |
|                                              |                                              |                                              |                                              | Grimoald (v.615 † 657) majordom de palau     | Grimoald (v.615 † 657) majordom de palau     | Grimoald (v.615 † 657) majordom de palau | Grimoald (v.615 † 657) majordom de palau | Grimoald (v.615 † 657) majordom de palau | Grimoald (v.615 † 657) majordom de palau |                                          |                                          | Gertruda o Gertrudis (vers 625 † 659) abadessa de Nivelles | Gertruda o Gertrudis (vers 625 † 659) abadessa de Nivelles | Gertruda o Gertrudis (vers 625 † 659) abadessa de Nivelles | Gertruda o Gertrudis (vers 625 † 659) abadessa de Nivelles | Gertruda o Gertrudis (vers 625 † 659) abadessa de Nivelles | Gertruda o Gertrudis (vers 625 † 659) abadessa de Nivelles |                                           |                                           | Begga († 693) x Ansegisel domèstic        | Begga († 693) x Ansegisel domèstic        | Begga († 693) x Ansegisel domèstic        | Begga († 693) x Ansegisel domèstic        | Begga († 693) x Ansegisel domèstic | Begga († 693) x Ansegisel domèstic |  |  |  |  |  |  |  |  |  |  |  |  |  |  |  |  |  |  |  |  |
|                                              |                                              |                                              |                                              |                                              |                                              |                                          |                                          |                                          |                                          |                                          |                                          |                                                            |                                                            |                                                            |                                                            |                                                            |                                                            |                                           |                                           |                                           |                                           |                                           |                                           |                                    |                                    |  |  |  |  |  |  |  |  |  |  |  |  |  |  |  |  |  |  |  |  |
| Khildebert l'Adoptat († 662) rei d'Austràsia | Khildebert l'Adoptat († 662) rei d'Austràsia | Khildebert l'Adoptat († 662) rei d'Austràsia | Khildebert l'Adoptat († 662) rei d'Austràsia | Khildebert l'Adoptat († 662) rei d'Austràsia | Khildebert l'Adoptat († 662) rei d'Austràsia |                                          |                                          | Vulfetruda († 669) abadessa de Nivelles  | Vulfetruda († 669) abadessa de Nivelles  | Vulfetruda († 669) abadessa de Nivelles  | Vulfetruda († 669) abadessa de Nivelles  | Vulfetruda († 669) abadessa de Nivelles                    | Vulfetruda († 669) abadessa de Nivelles                    |                                                            |                                                            |                                                            |                                                            |                                           |                                           | Dinastia carolíngia                       | Dinastia carolíngia                       | Dinastia carolíngia                       | Dinastia carolíngia                       | Dinastia carolíngia                | Dinastia carolíngia                |  |  |  |  |  |  |  |  |  |  |  |  |  |  |  |  |  |  |  |  |

## Biografia
El 639, a la mort del rei Dagobert I, Pipí l'Ancià va tornar a ser majordom del palau d'Austràsia a petició del rei d'Austràsia Sigebert III. La primera missió que li va confiar el nou rei fou anar a Compiègne per recuperar la part del tresor reial que tenia la reina mare, que va tornar a Austràsia. Pipí l'Ancià va complir amb la missió, però va morir poc després de la seva tornada, el 640.
Grimoald va esdevenir el cap del llinatge pipínida, i va intentar succeir llavors al seu pare, però aquesta successió li fou discutida per Otó, el preceptor de Sigebert, que va esdevenir llavors majordom del palau. Grimoald governava tanmateix nombrosos dominis des de Frísia fins a l'Austràsia.
Poc després Radulf de Turíngia al que Dagobert I havia designat duc de Turíngia el 633, es va revoltar contra el rei d'Autràsia. Sigebert III, acompanyat de Grimoald i del duc Adalgisel, va marxar en expedició contra Radulf, però el seu exèrcit fou derrotat i va haver de reconèixer la independència de Turíngia. En el transcurs de la batalla, el rei fou salvat per Grimoald i, per segellar la seva amistat, el rei va fer assassinar Otó pel duc d'Alamània Leutari per confiar la majordomia del palau a Grimoald.
Per tal d'augmentar el seu poder, Grimoald consagra una part dels seus béns a fundar monestirs i a col·locar-hi parents i fidels, per tal de formar un clergat favorable. És així que Desideri, bisbe de Cahors el qualifica el 643 de rector regni («governador del regne»).
Segons l'autor del Líber Historiae Francorum el 652, desesperant de no tenir fills, Sigebert III va acceptar adoptar com a successor un fill de Grimoald que va rebatejar Khildebert. Però la reina, Khimnequilda va portar llavors al món un fill que fou anomenat Dagobert II i Sigebert va confiar l'educació de Dagobert a Grimoald. A la mort de Sigebert, Grimoald va fer tonsurar a Dagobert i el va confiar a Didó bisbe de Poitiers, que va enviar al jove príncep a Irlanda. Khildebert l'Adoptat va pujar llavors al tron austrasià. Però Clodoveu II, rei de Nèustria, i el seu majordom de palau Erquinoald es van negar a acceptar la usurpació, i van atreure al pare i al fill a Nèustria i els fan arrestar i decapitar.
Aquests esdeveniments constitueixen una història encara admesa per la majoria dels historiadors, però el 1987 l'historiador Richard Gerberding en subratlla algunes inversemblances: sembla curiós que el 652, és a dir amb 22 anys, el rei temi no poder tenir fills. Llavors, és sorprenent que cap dels grans del regne d'Austràsia no s'hagi pronunciat a favor de Dagobert II a la mort de Sigebert III, el que els hauria permès desfer-se de Grimoald i accedir al poder. D'altra banda, Grimoald i Khildebert no van morir al mateix temps, sinó que la seva mort està espaiada de cinc anys. L'historiador Matthias Becher va analitzar aquest període i va comprovar que cap document contemporani no discuteix la qualitat de merovingi a Khildebert. No és més que un segle més tard que el Líber..  relata aquesta història i cent cinquanta anys més tard, sota el regnat de Carlemany, que es veuen a les cartes les fórmules Childebertus adoptivus filius Grimoald(i) (= «Khildebert, l'adoptat fill de Grimoald») o Khildebertus i(d est) adoptivus Grimoaldus (= « Khildebert és a dir l'adoptiu de Grimoald»).
Caldria considerar més aviat que Khildebert fou més probablement un fill de Sigebert III el qual, tement l'ambició del seu germà Clodoveu després de la seva mort, va confiar el seu fill a Grimoald per tal de protegir-lo. Per una raó desconeguda Grimoald va fer tonsurar i exiliar Dagobert II i va posar a Khildebert al tron. Fou mort o executat poc després.